# Forcipomyia notohena
Forcipomyia notohena är en tvåvingeart som beskrevs av Liu och Yu 1997. Forcipomyia notohena ingår i släktet Forcipomyia och familjen svidknott. Inga underarter finns listade i Catalogue of Life.